# Chmielnik (Santacroce)
Chmielnik è un comune urbano-rurale polacco del distretto di Kielce, nel voivodato della Santacroce.
Ricopre una superficie di 142,87 km² e nel 2006 contava 11 568 abitanti.